# 木野山站
木野山站（日语：／ Kinoyama eki */?）是位於岡山縣高梁市津川町今津，西日本旅客鐵道（JR西日本）的伯備線車站。車站編號為「JR-V13」。

## 歷史
- 1926年（大正15年）6月20日 - 伯備南線美袋站至木野山站之間開業，此終點站啟用。
- 1927年（昭和2年）7月31日 - 伯備南線備中川面站至此站開業，成為中途站。
- 1928年（昭和3年）10月25日 - 伯備南線成為伯備線一部分。
- 1987年（昭和62年）4月1日 - 伴隨國鐵分割民營化，車站由西日本旅客鐵道（JR西日本）營運。
- 2010年（平成22年）4月1日 - 成為無人車站。

## 車站構造

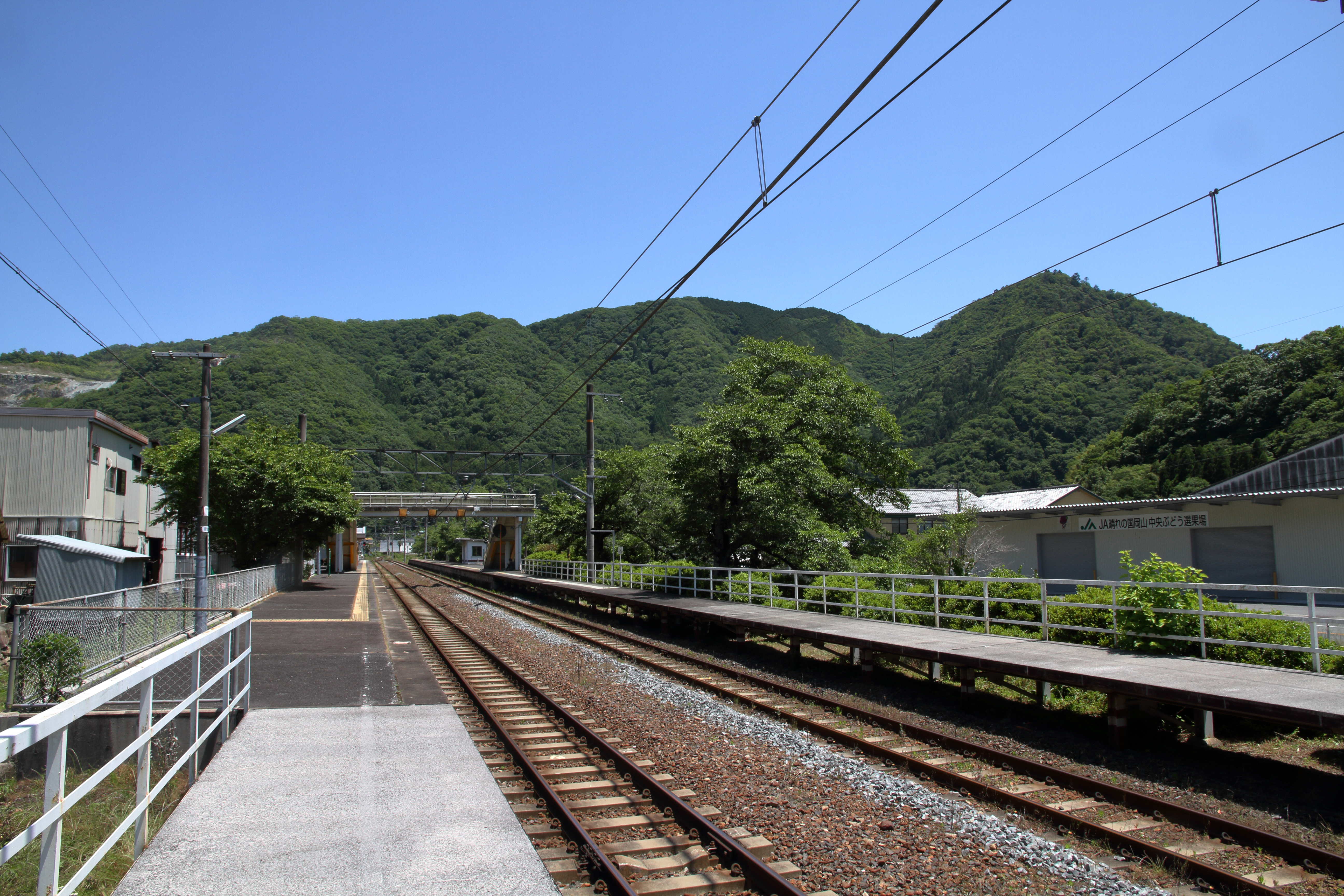
月台（2024年6月）

車站是一座地面車站，設有2面2線的相對式月台，可進行列車交會。月台之間設有跨線橋連接。月台上設有候車室。由於車站路軌不是一線通過結構，因此通過列車不會高速通過。
車站大樓位於上行月台旁邊，為一座混凝土建築物。車站大樓內設有櫃臺，站內沒有自動售票機和自動閘機。車站曾經設有簡易委託車站。站前設有商店，當時可在商店中購買車票（只限常備票），在2010年3月31日起改為簡易委託車站。車站由新見站管理，為無人車站。

### 月台
| 月台         | 路線   | 上下行 | 方向           |
| ------------ | ------ | ------ | -------------- |
| 車站大樓一方 | 伯備線 | 上行   | 倉敷、岡山方向 |
| 車站大樓對面 | 伯備線 | 下行   | 新見、米子方向 |

※在旅客資訊上沒有編排月台編號。

## 使用狀況
以下為近年1日平均乘車人次列表：
| 乘車人次變化 | 乘車人次變化    |
| 年度         | 1日平均乘車人次 |
| ------------ | --------------- |
| 1999         | 94              |
| 2000         | 90              |
| 2001         | 84              |
| 2002         | 86              |
| 2003         | 81              |
| 2004         | 77              |
| 2005         | 81              |
| 2006         | 80              |
| 2007         | 74              |
| 2008         | 67              |
| 2009         | 64              |
| 2010         | 65              |
| 2011         | 61              |
| 2012         | 59              |
| 2013         | 57              |
| 2014         | 52              |
| 2015         | 48              |
| 2016         | 44              |
| 2017         | 30              |
| 2018         | 28              |

## 車站周邊
- 高梁木野山郵局
- 木野山神社（步行10分鐘）
- 高梁川
- 國道180號（日语：国道180号）

## 相鄰車站
西日本旅客鐵道
 伯備線
備中高梁（JR-V12）－木野山（JR-V13）－備中川面（JR-V14）

## 注腳
1. ↑  岡山縣統計年報

## 外部連結
- 木野山｜車站資訊：JR出門網 - 西日本旅客鐵道